# گوند
گوند روستایی در دهستان نه بخش مرکزی شهرستان نهبندان استان خراسان جنوبی ایران است.
این روستا دارای آب و هوایی کوهستانی و خنک می‌باشد.
اسم این روستا به دلیل عدم تلفظ توسط اعراب جوند تلفظ می‌شود و در ثبت اسناد و املاک و ادارت به نام جوند شناخته می‌شود.
نام عامیانه و محلی که در مناطق و شهرستان نهبندان استفاده می‌شود گیند است.
این روستا قدمتی زیاد دارد و دارای قلعه ای قدیمی و تاریخی است.
قلعه گوند مربوط به دوره قاجار است و این اثر در تاریخ ۱۰ مهر ۱۳۸۰ با شمارهٔ ثبت ۳۹۷۷ به‌عنوان یکی از آثار ملی ایران به ثبت رسیده‌است.
البته به گفتهٔ مردم حدود ۳۰۰–۴۰۰ سال قدمت دارد و مردم روستا زمانیکه از حملهٔ دزدان احساس خطر می‌کردند در آن جا پناه می‌گرفتند.
با توجه به نزدیک بودن این روستا به شهرستان نهبندان یکی از روستاهای جذاب برای گردشگری به حساب می‌آید.
بر پایه سرشماری عمومی نفوس و مسکن در سال ۱۳۹۰ جمعیت این روستا ۵۴۹ نفر (در ۱۶۷ خانوار) بوده‌است.